# Europski federalistički pokret
██ Državni ogranci
██ Kandidati za državne ogranke
Europski federalistički pokret (talijanski: Movimento Federalista Europeo – MFE) nestranački je politički pokret kojem je cilj stvoriti europsku federaciju.

## Povijest
Europski federalistički pokret osnovali su 27. i 28. kolovoza 1943. Altiero Spinelli i skupina istaknutih talijanskih antifašista. Najistaknutiji među njima, osim Spinellija, bili su Nicolò Carandini, Ernesto Rossi, Eugenio Colorni i Ursula Hirschmann. Osnivačka skupština održana je u domu antifašista i akademika Maria Alberta Rolliera u Milanu još za trajanja fašističke vlasti. Pokret se temelji na načelima sadržanim u Ventotenskom manifestu, koji su 1941. napisali Spinelli i Rossi s Colornijem koji je uredio predgovor, te na Deklaraciji Chivasso, koju je 19. prosinca 1943. u Chivassu napisala skupina federalističkih intelektualaca među kojima su bili Émile Chanoux, Ernest Page, Federico Chabod i Mario Alberto Rollier.

## Ciljevi
Teorijsko polazište ideja Europskog federalističkog pokreta leži u pretpostavci da je model nacionalne države u krizi i u prepoznavanju temeljnih obilježja nacionalne države i međunarodnog sustava kao onih koji su bili glavni uzrok dvama svjetskim ratovima te pojavi nacizma i fašizma. Iz tih razloga federalisti smatraju da se apsolutni suverenitet država mora prevladati kako bi se postigao i zajamčio mir i dobrobit. S jedne strane, model nacionalne države mora se prevladati uvođenjem modela političke i društvene organizacije što bliže građanima, tako pojačavajući ulogu regija. S druge strane, model nacionalne države mora se prevladati stvaranjem europske, a možda i svjetske federacije.
Europski federalistički pokret vjeruje da su konfederativna institucionalna rješenja u kojima nacionalne države zadržavaju velik dio ovlasti vlastite suverenosti nedovoljna. MFE u Europskoj uniji vidi međufazu napretka europskih integracija, ali ne i njezin završetak. Pokret se zalaže za izglasavanje europskog Ustava iako njegovu prvu inačicu ne smatra posve zadovoljavajućim zbog dvosmislene upotrebe pojma Ustav, jer nije predviđeno stvaranje novog političkog tijela, zbog zadržavanja prava veta država članica u nekim pitanjima i zbog nedovoljne zaštite prava građana. Poslije je također podržao Lisabonski ugovor, smatrajući ga jednim korakom prema većoj integraciji.
Prema stavovima MFE-a proces europskih integracija trebao bi također uključivati političku sferu i dovesti do ukupnog prijenosa suvereniteta s država članica na europske institucije. Europska federacija trebala bi uživati ekskluzivnu međunarodnu pravnu osobnost i stoga samostalno određivati europsku vanjsku, obrambenu i ekonomsku politiku. Ovlasti nad ostalim područjima mogle bi ostati pod nadzorom država članica ili se također prenijeti na europsku vladu. Federacija bi trebala imati strogo određen savezni ustav. MFE tvrdi da bi s dovršenom političkom integracijom bilo moguće popuniti deficit demokracije koji se pripisuje institucijama Europske unije i ojačati europsku prisutnost na međunarodnoj sceni. Stvaranje Europske federacije također bi predstavljalo poticaj prema postupnom stvaranju svjetske federacije.

## Aktivnosti i organizacija
Europski federalistički pokret autonomna je politička organizacija, neovisna od političkih stranaka i nikada nije sudjelovala u izborima. Njome trenutačno predsjeda Giorgio Anselmi, dok dužnost tajnice obnaša Luisa Trumellini. Dva su glavna tijela Pokreta koja donose odluke: Središnji (koji čine članovi izabrani na nacionalnom kongresu, delegat svake regije, članovi po pravu izabrani u Saveznom odboru UEF-a i poneki pridruženi članovi) i Nacionalni odbor (koji čine članovi koji zauzimaju najviše položaje u pokretu i članovi izabrani iz Središnjeg odbora).
MFE je talijanski ogranak Unije europskih federalista (UEF) i Svjetskog federalističkog pokreta (WFM), oboje osnovanih 1947.
MFE također ima odjel za mlade: Europsku federalističku mladež.

## Vanjske poveznice
- Mrežna stranica MFE
- Mrežna stranica Europskog federalističkog pokreta
- Mrežna stranica Svjetskog federalističkog pokreta  Arhivirana inačica izvorne stranice od 4. ožujka 2005. (Wayback Machine)
- Arhiv Europskog federalističkog pokreta može se potražiti u Povijesnom arhivu EU u Firenci
- Europski pokret